# Communication
Communication é o quinto álbum de estúdio da banda DeGarmo and Key, lançado em 1984.
O videoclipe da canção Six, Six, Six foi o primeiro vídeo de uma banda cristã a ser exibido pela MTV.

## Faixas
1. "Are You Ready"
2. "Rejoice"
3. "It's A Shame"
4. "Alleluia, Christ Is Coming"
5. "Everyday A Celebration"
6. "Perfect Reflection"
7. "He Has Risen"
8. "Six, Six, Six"
9. "Man Of His Word"
10. "Dear Friend"